# الحزب الاشتراكي الثوري
الحزب الاشتراكي الثوري ، أو حزب الاشتراكيين الثوريين ( SRs ، СР أو Esers أو (الروسية: эсеры)   ؛ (الروسية: Партия социалистов-революционеров)   ، ПСР ) ، كان حزبًا سياسيًا رئيسيًا في أواخر الإمبراطورية الروسية، وكلا مرحلتي الثورة الروسية وأوائل روسيا السوفيتية.
كان الاشتراكيون الاشتراكيون اشتراكيين زراعيين وأنصار جمهورية روسية اشتراكية ديمقراطية، وهم الورثة الأيديولوجيون للنارودنيين ، حظي الاشتراكيون الثوريون بجماهيرية بين الفلاحين الروس من خلال تأييدهم للإطاحة بالقيصر وإعادة توزيع الأراضي على الفلاحين. قاطع الاشتراكيون الثوريون انتخابات الدوما الأولى بعد ثورة 1905 إلى جانب حزب العمل الاشتراكي الديمقراطي الروسي ، لكنهم اختاروا الترشح في انتخابات مجلس الدوما الثاني وحصلوا على غالبية المقاعد القليلة المخصصة للفلاحين. بعد انقلاب عام 1907 ، قاطع الاشتراكيون الاشتراكيون جميع الدوما اللاحقة حتى سقوط القيصر في ثورة فبراير 1917. بشكل مثير للجدل ، أيدت قيادة الحزب الحكومة الروسية المؤقتة وشاركت في تحالفات متعددة مع أحزاب ليبرالية واشتراكية ديمقراطية ، بينما رفض فصيل راديكالي داخل الاشتراكيين الثوريين سلطة الحكومة المؤقتة لصالح مؤتمر السوفييتات وبدأوا في الانجراف نحو البلاشفة . ستؤدي هذه الانقسامات في النهاية إلى انقسام الحزب على مدار صيف عام 1917 إلى اليمين واليسار الاشتراكيين الثوريين . في هذه الأثناء ، كان ألكسندر كيرينسكي ، أحد قادة ثورة فبراير والرئيس الثاني والأخير للحكومة المؤقتة (يوليو-نوفمبر 1917) عضوًا اسميًا في الحزب الاشتراكي الثوري ولكنه في الواقع تصرف بشكل مستقل عن قراراته.
بحلول نوفمبر 1917 كانت الحكومة المؤقتة قد فقدت مصداقيتها على نطاق واسع بسبب فشلها في الانسحاب من الحرب العالمية الأولى ، أو تنفيذ الإصلاح الزراعي أو عقد جمعية تأسيسية لصياغة دستور ، وترك المجالس السوفيتية في السيطرة الفعلية على البلاد. وهكذا تحرك البلاشفة لتسليم السلطة إلى المؤتمر الثاني للسوفييت في ثورة أكتوبر . بعد بضعة أسابيع من المداولات ، شكل الاشتراكيون الثوريون اليساريون في نهاية المطاف حكومة ائتلافية مع البلاشفة - مجلس مفوضي الشعب - من نوفمبر 1917 إلى مارس 1918 بينما قاطع الاشتراكيون الثوريون اليمينيون السوفييت وشجبوا الثورة باعتبارها انقلابًا غير شرعي. حصل الاشتراكيون الثوريون على الأغلبية في الانتخابات اللاحقة للجمعية التأسيسية الروسية ، حيث ذهبت معظم مقاعد الحزب إلى فصيل اليمين. نقلاً عن قوائم الناخبين التي عفا عليها الزمن والتي لم تعترف بالانقسام الحزبي ، ونزاعات الجمعية مع كونغرس السوفييت ، تحركت الحكومة البلشفية اليسارية SR لحل الجمعية التأسيسية بالقوة في يناير 1918.
غادر الاشتراكيون الثوريون اليساريون تحالفهم مع البلاشفة في مارس 1918 احتجاجًا على توقيع معاهدة بريست ليتوفسك . أدت انتفاضة ضد البلاشفة من قبل قيادة الاشتراكيين الثوريين اليساريين في يوليو 1918 إلى اعتقال فوري لمعظم أعضاء الحزب. تم إطلاق سراح معظم الاشتراكيين الثوريين اليساريين الذين عارضوا الانتفاضة تدريجيًا والسماح لهم بالاحتفاظ بمناصبهم الحكومية ، لكنهم لم يتمكنوا من تنظيم جهاز مركزي جديد وانقسموا تدريجيًا إلى عدة أحزاب موالية للبلشفية ، والتي ستندمج جميعها في النهاية مع الحزب الشيوعي الروسي ( البلاشفة) بحلول عام 1921. دعم الاشتراكيون الثوريون اليمينيون الحركة البيضاء خلال الحرب الأهلية الروسية في الفترة من 1917 إلى 1922، لكن القيادة المعادية للاشتراكية في الحركة البيضاء همشتهم بشكل متزايد وطردتهم في نهاية المطاف. واصلت بقايا صغيرة من اليمين الاشتراكي الاشتراكي، لا تزال تطلق على نفسها اسم الحزب الاشتراكي الثوري، العمل في المنفى من عام 1923 إلى عام 1940 كعضو في حزب العمل والاشتراكية الدولية، وفي النهاية تم إعدام جميع الاشتراكيين الثوريين الذين بقوا في الاتحاد السوفيتي تقريبًا في عهد جوزيف ستالين.

## تاريخ

### قبل الثورة الروسية
بُنيت أيديولوجية الحزب على الأساس الفلسفي للحركة الشعبية نارودنيك الروسية في ستينيات القرن التاسع عشر والسبعينيات من القرن التاسع عشر ، وطور نظرتها للعالم بشكل أساسي من قبل ألكسندر هيرزن وبيوتر لافروف . بعد فترة من التراجع والتهميش في ثمانينيات القرن التاسع عشر ، تم إحياء مدرسة الفكر نارودنيك الشعبوية حول التغيير الاجتماعي في روسيا وتعديلها بشكل كبير من قبل مجموعة من الكتاب والناشطين المعروفين باسم neonarodniki (الشعبويين الجدد) ، وخاصة فيكتور تشيرنوف . كان ابتكارهم الرئيسي هو حوار متجدد مع الماركسية ودمج بعض المفاهيم الماركسية الرئيسية في تفكيرهم وممارستهم. بهذه الطريقة ، مع الطفرة الاقتصادية والتصنيع في روسيا في تسعينيات القرن التاسع عشر ، حاولوا توسيع نطاق جاذبيتهم من أجل جذب القوى العاملة الحضرية المتنامية بسرعة إلى برنامجهم التقليدي الموجه نحو الفلاحين. كان القصد هو توسيع مفهوم الناس بحيث يشمل جميع العناصر في المجتمع التي عارضت النظام القيصري .
تأسس الحزب في عام 1902 من الاتحاد الشمالي للثوريين الاشتراكيين (تأسس عام 1896) ، وجمع العديد من الجماعات الاشتراكية الثورية المحلية التي تأسست في تسعينيات القرن التاسع عشر ، ولا سيما حزب العمال للتحرير السياسي لروسيا الذي أنشأته كاثرين بريشكوفسكي وغريغوري غيرشوني في 1899. كما ظهر المنظر الأساسي للحزب فيكتور تشيرنوف ، محرر أول جهاز حزبي ، Revolutsionnaya Rossiya ( روسيا الثورية ). وشملت الدوريات الحزبية اللاحقة زناميا ترودا ( لافتة العمال ) ، وديلو نارودا ( قضية الشعب ) وفوليا نارودا ( إرادة الشعب ). وكان من بين قادة الحزب غريغوري غيرشوني وكاثرين بريشكوفسكي وأندريه أرغونوف ونيكولاي أفكسينتييف وميخائيل جوتس ومارك نتانسون وراكيتنيكوف (ماكسيموف) وفاديم رودنيف ونيكولاي روسانوف وإيليا روبانوفيتش وبوريس سافينكوف .
كان برنامج الحزب ديمقراطيًا واشتراكيًا - فقد حصل على دعم كبير بين الفلاحين الريفيين في روسيا ، الذين دعموا بشكل خاص برنامجهم الخاص بتأميم الأراضي على عكس البرنامج البلشفي لتأميم الأراضي - تقسيم الأرض إلى مستأجرين فلاحين بدلاً من التجميع إلى دولة استبدادية إدارة. اختلف البرنامج السياسي للحزب عن برنامج حزب العمل الاشتراكي الديمقراطي الروسي (RSDLP) - البلشفي والمنشفي - من حيث أنه لم يكن ماركسيًا رسميًا (على الرغم من أن بعض أيديولوجيه اعتبروا أنفسهم كذلك). وافق الاشتراكيون الاشتراكيون على تحليل ماركس للرأسمالية ، لكن ليس مع حله المقترح. اعتقد الاشتراكيون الاشتراكيون أن كلا من الفلاحين الكادحين والبروليتاريا الصناعية كانتا طبقتين ثوريتين في روسيا. في حين أن RSDLP حدد عضوية الطبقة من حيث ملكية وسائل الإنتاج ، حدد تشيرنوف ومنظرو SR الآخرين عضوية الطبقة من حيث استخراج فائض القيمة من العمل. بالنسبة للتعريف الأول ، فإن صغار المزارعين الذين يعيشون على الكفاف الذين لا يستخدمون عمالة مأجورة هم - بصفتهم مالكي أراضيهم - أعضاء في البرجوازية الصغيرة ، بينما في التعريف الثاني ، يمكن تجميعهم مع كل من يوفر قوة العمل بدلاً من شرائها. ، وبالتالي مع البروليتاريا كجزء من الطبقة العاملة. اعتبر تشيرنوف البروليتاريا طليعة والفلاحون هم الجسم الرئيسي للجيش الثوري.

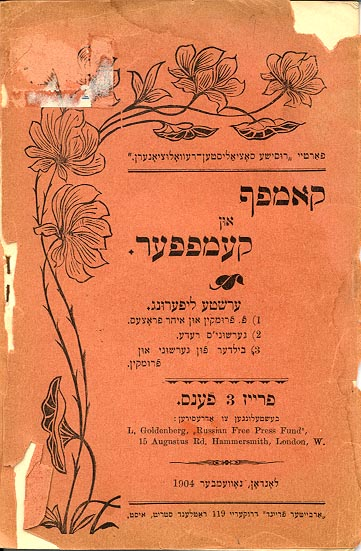
Kampf un kempfer ، كتيب باللغة اليديشية نشره فرع SRs في المنفى في لندن ، 1904

لعب الحزب دورًا نشطًا في الثورة الروسية عام 1905 وفي سوفييت موسكو وسانت بطرسبرغ . على الرغم من أن الحزب قاطع مجلس الدوما الأول رسميًا في عام 1906 ، فقد تم انتخاب 34 ريالًا سعوديًا بينما تم انتخاب 37 عضوا في مجلس الدوما الثاني في عام 1907. كما قاطع الحزب الدوما الثالث (1907-1912) والدوما الرابع (1912-1917). في هذه الفترة ، انخفضت عضوية الحزب بشكل كبير وهاجر معظم قادته من روسيا.
كانت السمة المميزة لتكتيكات الحزب حتى حوالي عام 1909 هي اعتماده الشديد على اغتيالات المسؤولين الحكوميين الأفراد. ورثت هذه التكتيكات عن سلف الاشتراكيين الثوريين في الحركة الشعبوية نارودنايا فوليا («إرادة الشعب») ، وهي منظمة تآمرية في ثمانينيات القرن التاسع عشر. كانت تهدف إلى تشجيع «الجماهير» وترهيب («إرهاب») الحكومة القيصرية لتقديم تنازلات سياسية . منظمة SR Combat Organization (SRCO) ، المسؤولة عن اغتيال المسؤولين الحكوميين ، كان يقودها في البداية غيرشوني وعملت بشكل منفصل عن الحزب حتى لا تعرض أفعاله السياسية للخطر. اغتال عملاء SRCO وزيري الداخلية ، ديمتري سيبياجين وفياتشيسلاف فون بليهفي ، والدوق الأكبر سيرجي ألكساندروفيتش ، وحاكم أوفا إن إم بوغدانوفيتش والعديد من المسؤولين الآخرين رفيعي المستوى.
في عام 1903 ، تعرض غيرشوني للخيانة من قبل نائبه ، يفنو أزيف ، وهو عميل في شرطة سرية أوكرانا ، واعتقل وأدين بالإرهاب وحُكم عليه بالسجن المؤبد مع الأشغال الشاقة ، وتمكن من الفرار والفرار إلى الخارج والذهاب إلى المنفى. أصبح Azef القائد الجديد لـ SRCO واستمر في العمل لكل من SRCO و Okhrana ، وقام في نفس الوقت بتنظيم أعمال إرهابية وخيانة رفاقه. أجرى بوريس سافينكوف العديد من العمليات الفعلية ، لا سيما محاولة اغتيال الأدميرال فيودور دوباسوف .
لكن الإرهاب كان مثيراً للجدل بالنسبة للحزب منذ البداية. في مؤتمرها الثاني في إيماترا عام 1906 ، كان الجدل حول الإرهاب أحد الأسباب الرئيسية للانقسام بين الاشتراكيين المتطرفين والاشتراكيين الشعبيين . لم يؤيد المتطرفون الهجمات على الأهداف السياسية والحكومية فحسب ، بل وأيضًا الإرهاب الاقتصادي (أي الهجمات على ملاك الأراضي وأصحاب المصانع وما إلى ذلك) بينما رفض الاشتراكيون الشعبيون الإرهاب. قسمت القضايا الأخرى أيضًا المنشقين عن الحزب الشيوعي الاشتراكي حيث اختلف المتطرفون مع إستراتيجية الاشتراكيين الاشتراكيين لثورة من مرحلتين كما دعا إليها تشيرنوف ، المرحلة الأولى هي الديمقراطية الشعبية والثانية عمالية اشتراكية. بالنسبة إلى ماكسيماليين ، بدا هذا وكأنه تمييز RSDLP بين مراحل الثورة البرجوازية الديمقراطية والاشتراكية البروليتارية. لقد دافعت المتطرفة عن ثورة اشتراكية فورية. في غضون ذلك ، اختلف الاشتراكيون الشعبيون مع اقتراح الحزب لإضفاء الطابع الاجتماعي على الأرض (أي تحويلها إلى ملكية فلاحية جماعية) وبدلاً من ذلك أرادوا تأميمها (أي تسليمها إلى الدولة). كما أرادوا تعويض مالكي الأراضي في حين رفض PSR التعويضات). شغل العديد من الاشتراكيين الثوريين مزيجًا من هذه المواقف.
في أواخر عام 1908 ، اقترح فلاديمير بورتسيف ، وهو صائد جاسوس هواة روسي من نارودنيك ، أن عازف قد يكون جاسوسًا للشرطة. غضبت اللجنة المركزية للحزب وشكلت محكمة لمحاكمة بورتسيف بتهمة التشهير. وواجه أزيف أثناء المحاكمة أدلة وتم القبض عليه وهو يكذب ، فهرب وترك الحزب في حالة من الفوضى. شعرت اللجنة المركزية للحزب ، التي يرتبط معظم أعضائها بعلاقات وثيقة مع آصف ، بضرورة الاستقالة. العديد من المنظمات الإقليمية ، التي أضعفتها بالفعل هزيمة الثورة عام 1907 ، انهارت أو أصبحت غير نشطة. فشلت محاولة Savinkov لإعادة بناء SRCO وتم تعليقها في عام 1911. دافع غيرشوني عن عزف من المنفى في زيورخ حتى وفاته هناك. ساهمت فضيحة Azef في مراجعة عميقة لتكتيكات SR التي كانت جارية بالفعل. ونتيجة لذلك ، نبذت الاغتيالات («الإرهاب الفردي») كوسيلة للاحتجاج السياسي.
مع بداية الحرب العالمية الأولى ، انقسم الحزب حول مسألة مشاركة روسيا في الحرب. اختار معظم النشطاء والقادة الاشتراكيين الاشتراكيين ، ولا سيما أولئك الذين بقوا في روسيا ، دعم تعبئة الحكومة القيصرية ضد ألمانيا. مع أعضاء الحزب المنشفيك ذوي التفكير المماثل ، أصبحوا يعرفون باسم oborontsy («دفاعيون»). انضم العديد من المدافعين الشباب الذين يعيشون في المنفى إلى الجيش الفرنسي كأقرب حليف لروسيا في الحرب. فضلت مجموعة أصغر ، الأممية ، بما في ذلك تشيرنوف ، السعي لتحقيق السلام من خلال التعاون مع الأحزاب الاشتراكية في كلا الكتلتين العسكريتين. قادهم ذلك إلى المشاركة في مؤتمرات زيمروالد وكينثال مع المغتربين البلشفيين بقيادة لينين. تم استخدام هذه الحقيقة لاحقًا ضد تشيرنوف وأتباعه من قبل خصومهم اليمينيين كدليل مزعوم على افتقارهم إلى الوطنية والتعاطف البلشفي.

### الثورة الروسية

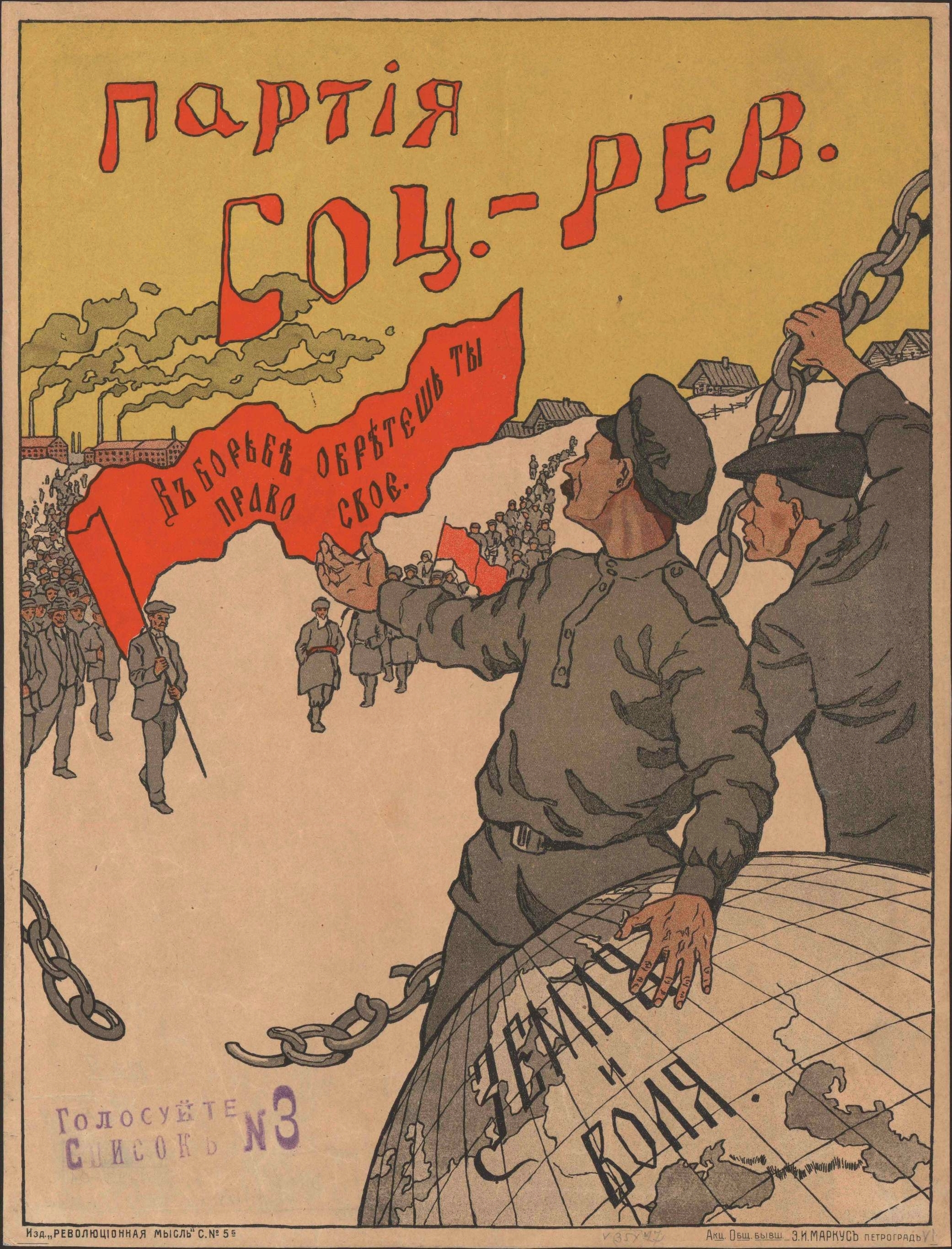
ملصق انتخابي عام 1917 للاشتراكيين الاشتراكيين يحمل عنوانه الأحمر عبارة партия соц-рев (بالروسية) ، اختصارًا لـ "حزب الاشتراكيين الثوريين" ؛ لافتة تحمل شعار В борьбе обретешь ты право свое ("من خلال النضال ستحصل على حقوقك") ؛ والعالم يحمل شعار земля и воля ("الأرض والحرية") ، معبرة عن الإيديولوجية الزراعية الاشتراكية للحزب

سمحت ثورة فبراير للاشتراكيين الثوريين بالعودة إلى دور سياسي نشط. عاد قادة الحزب ، بمن فيهم تشيرنوف ، إلى روسيا. لقد لعبوا دورًا رئيسيًا في تشكيل وقيادة السوفييتات ، وإن كانوا في معظم الحالات يلعبون دور الكمان الثاني للمناشفة. انضم أحد الأعضاء ، ألكسندر كيرينسكي ، إلى الحكومة المؤقتة في مارس 1917 كوزير للعدل ، وأصبح في النهاية رئيسًا لحكومة ائتلافية اشتراكية ليبرالية في يوليو 1917 ، على الرغم من أن علاقته بالحزب كانت ضعيفة. لقد خدم في مجلس الدوما مع الترودوفيك الاشتراكي الديموقراطي ، الاشتراكيون الاشتراكيون المنشقون الذين تحدوا رفض الحزب المشاركة في مجلس الدوما.
بعد سقوط التحالف الأول في أبريل - مايو 1917 وإعادة تشكيل الحكومة المؤقتة ، لعب الحزب دورًا أكبر. كان تشيرنوف المسؤول الحكومي الرئيسي في ذلك الوقت الذي انضم إلى الحكومة كوزير للزراعة. حاول تشيرنوف أيضًا أن يلعب دورًا أكبر ، لا سيما في الشؤون الخارجية ، لكنه سرعان ما وجد نفسه مهمشًا وعوق مقترحاته لإصلاح زراعي بعيد المدى من قبل أعضاء أكثر محافظة في الحكومة. بعد الانتفاضة البلشفية الفاشلة في يوليو 1917 ، وجد تشيرنوف نفسه في موقف دفاعي كما يُزعم أنه لين مع البلاشفة وتم استبعاده من الائتلاف الذي تم تجديده في أغسطس 1917. يمثل الحزب الآن في الحكومة من قبل نيكولاي أفكسينتييف ، وهو مدافع ، كوزير للداخلية.
أدى هذا الضعف في موقف الحزب إلى زيادة الانقسام داخله بين مؤيدي الجمعية التأسيسية التعددية ، وأولئك الذين يميلون إلى العمل الأحادي الجانب الأكثر عزماً. في أغسطس 1917 ، دعت ماريا سبيريدونوفا إلى إغراق الجمعية التأسيسية وتشكيل حكومة SR فقط ، لكنها لم تكن مدعومة من قبل تشيرنوف وأتباعه. حفز هذا تشكيل فصيل صغير منشق عن حزب الاشتراكيين الثوريين يعرف باسم «الاشتراكيين الثوريين اليساريين». كان الاشتراكيون الثوريون اليساريون على استعداد للتعاون مؤقتًا مع البلاشفة. اعتقد الاشتراكيون الثوريون اليساريون أن على روسيا الانسحاب فورًا من الحرب العالمية الأولى ، وشعروا بالإحباط لأن الحكومة المؤقتة أرادت تأجيل معالجة مسألة الأرض إلى ما بعد انعقاد الجمعية التأسيسية الروسية بدلاً من مصادرة الأرض فورًا من ملاك الأراضي وإعادة توزيعها على الفلاحين.
أشار الاشتراكيون الثوريون اليساريون والبلاشفة إلى الحزب الاشتراكي الثوري السائد بأنه حزب «اليمين الاشتراكي» بينما أشار الاشتراكيون الثوريون السائدون إلى الحزب على أنه "SR" فقط واحتفظوا بمصطلح «اليمين الاشتراكي الثوري» للفصيل اليميني للحزب بقيادة كاثرين بريشكوفسكي و Avksentiev. كانت القضايا الأساسية التي حفزت الانقسام هي المشاركة في الحرب وتوقيت إعادة توزيع الأراضي.
في المؤتمر الثاني للسوفييتات في 25 أكتوبر ، عندما أعلن البلاشفة تنحية الحكومة المؤقتة ، أصبح الانقسام داخل الحزب الاشتراكي الثوري نهائيًا. بقي اليسار اليساري في الكونغرس وانتُخب في اللجنة التنفيذية المركزية الدائمة لعموم روسيا (بينما رفض في البداية الانضمام إلى الحكومة البلشفية) بينما انسحب التيار الاشتراكي السائد وحلفاؤهم المناشفة من الكونغرس. في أواخر نوفمبر ، انضم الاشتراكيون الثوريون اليساريون إلى الحكومة البلشفية ، وحصلوا على ثلاث وزارات.

### بعد ثورة أكتوبر
في انتخابات الجمعية التأسيسية الروسية التي عقدت بعد أسبوعين من تولي البلاشفة السلطة ، أثبت الحزب أنه الحزب الأكثر شعبية في جميع أنحاء البلاد ، حيث حصل على 37.6٪ من الأصوات الشعبية مقابل 24٪ للبلاشفة. ومع ذلك ، قام البلاشفة بحل الجمعية في يناير 1918 وبعد ذلك فقد الحزب الاشتراكي الثوري أهميته السياسية.  أصبح الاشتراكيون الثوريون اليساريون الشريك الائتلافي للبلاشفة في الحكومة السوفيتية ، على الرغم من أنهم استقالوا من مناصبهم بعد معاهدة بريست ليتوفسك (معاهدة السلام مع القوى المركزية التي أنهت مشاركة روسيا في الحرب العالمية الأولى). تم قمع كلا جناحي الحزب الاشتراكي الثوري في نهاية المطاف من قبل البلاشفة من خلال سجن بعض قادته وإجبار الآخرين على الهجرة. انضم عدد قليل من الاشتراكيين الثوريين اليساريين مثل ياكوف غريغوريفيتش بلومكين إلى الحزب الشيوعي .
غير راضين عن التنازلات الكبيرة التي منحها البلاشفة لألمانيا في معاهدة بريست ليتوفسك ، اغتال اثنان من الشيكيين الذين تركوا الاشتراكيين الثوريين السفير الألماني في روسيا ، الكونت فيلهلم ميرباخ في وقت مبكر من بعد ظهر يوم 6 يوليو. بعد الاغتيال ، حاول الاشتراكيون الثوريون اليساريون «ثورة روسية ثالثة» ضد البلاشفة في 6-7 يوليو ، لكنها فشلت وأدت إلى اعتقال قادة الحزب وأعضائه وسجنهم ونفيهم وإعدامهم. ردا على ذلك ، تحول بعض الاشتراكيين الثوريين مرة أخرى إلى العنف. حاول فاني كابلان ، SR السابق ، اغتيال لينين في 30 أغسطس. قاتل العديد من الاشتراكيين الاشتراكيين مع البيض أو الخضر في الحرب الأهلية الروسية إلى جانب بعض المناشفة وغيرهم من العناصر الاشتراكية المحظورة. تمرد تامبوف ضد البلاشفة بقيادة ألكسندر أنتونوف . في أوفا ، تم تشكيل الحكومة المؤقتة لعموم الاشتراكيين الثوريين. ومع ذلك ، بعد أن عين البيض الأدميرال كولتشاك «كمرشد أعلى» في نوفمبر 1918 ، طرد جميع الاشتراكيين من الرتب. ونتيجة لذلك ، وضع بعض الاشتراكيين الثوريين منظمتهم خلف الخطوط البيضاء في خدمة الحرس الأحمر والشيكا.
بناءً على تعليمات لينين ، أجريت محاكمة للاشتراكيين الاشتراكيين في موسكو عام 1922 ، مما أدى إلى احتجاجات يوجين ف.دبس وكارل كاوتسكي وألبرت أينشتاين وآخرين. أُدين معظم المتهمين ، لكنهم لم يقروا بالذنب مثل المتهمين في المحاكمات الصورية اللاحقة في الاتحاد السوفيتي في أواخر عشرينيات وثلاثينيات القرن الماضي.

### في المنفى
واصل الحزب نشاطه في المنفى. تم إنشاء وفد أجنبي للجنة المركزية ومقره في براغ . كان الحزب عضوًا في منظمة العمل والاشتراكية الدولية بين عامي 1923 و 1940.

## التاريخ الانتخابي

### في الدوما (البرلمان الروسي)
| سنة           | قائد الحفلة    | أداء      | أداء       | أداء      | أداء | حكومة |
| سنة           | قائد الحفلة    | الأصوات   | نسبة مئوية | مقاعد     | موقع | حكومة |
| ------------- | -------------- | --------- | ---------- | --------- | --- | ----- |
| 1906          | فيكتور تشيرنوف | قاطع      | قاطع       | 34 / 478  | style="background: #ffdddd; color: black; vertical-align: middle; text-align: center; " class="table-no2" \|Opposition |       |
| 1907 (يناير)  | فيكتور تشيرنوف | مجهول     | مجهول      | 37 / 518  | style="background: #ffdddd; color: black; vertical-align: middle; text-align: center; " class="table-no2" \|Opposition |       |
| 1907 (أكتوبر) | فيكتور تشيرنوف | قاطع      | قاطع       | 0 / 509   | غير متاح | غائب  |
| 1912          | فيكتور تشيرنوف | قاطع      | قاطع       | 0 / 509   | غير متاح | غائب  |
| 1917          | فيكتور تشيرنوف | 17256.911 | 37.6٪      | 324 / 703 | style="background:#bfd; color:black; vertical-align:middle; text-align:center; " class="table-yes2" \|Majority         |       |